# Thivet
Pour les articles homonymes, voir Thivet (homonyme).
Thivet est une commune française située dans le département de la Haute-Marne, en région Grand Est.

## Géographie
Petit village de Haute-Marne, situé à 343 mètres d'altitude et voisin des communes de Nogent et de Rolampont, Thivet se trouve à 21 km au sud-est de la ville de Chaumont et à 22 km au nord de Langres.
La commune est traversée par la rivière la Marne.
| Vesaignes-sur-Marne |           | Nogent           |
|                     | Thivet    | Vitry-lès-Nogent |
|                     | Rolampont |                  |

### Hydrographie
La commune est dans la région hydrographique « la Seine de sa source au confluent de l'Oise (exclu) » au sein du bassin Seine-Normandie. Elle est drainée par le canal de la Marne a la Saone, la Marne, le Fossé 01 de la Roche l'Ermite, le ruisseau de la Combe Aubin, le ruisseau de Longevau, le ruisseau de Sinceron et le ruisseau du Moulin,.
Le canal de la Marne à la Saône est un canal à bief de partage au gabarit Freycinet, d'une longueur de 160 km reliant les vallées de la Marne et de la Saône, géré par les Voies navigables de France. 
La Marne  prend sa source sur le plateau de Langres, dans la commune de Saints-Geosmes (Haute-Marne) et se jette dans la Seine entre Charenton-le-Pont et Alfortville (Val-de-Marne) dans le quartier de Conflans-l'Archevêque. Les caractéristiques hydrologiques de la Marne sont données par la station hydrologique située sur la commune de Marnay-sur-Marne. Le débit moyen mensuel est de 3,72 m3/s. Le débit moyen journalier maximum est de 49,1 m3/s, atteint lors de la crue du 22 janvier 2018. Le débit instantané maximal est quant à lui de 55,3 m3/s, atteint le 3 mai 2013.

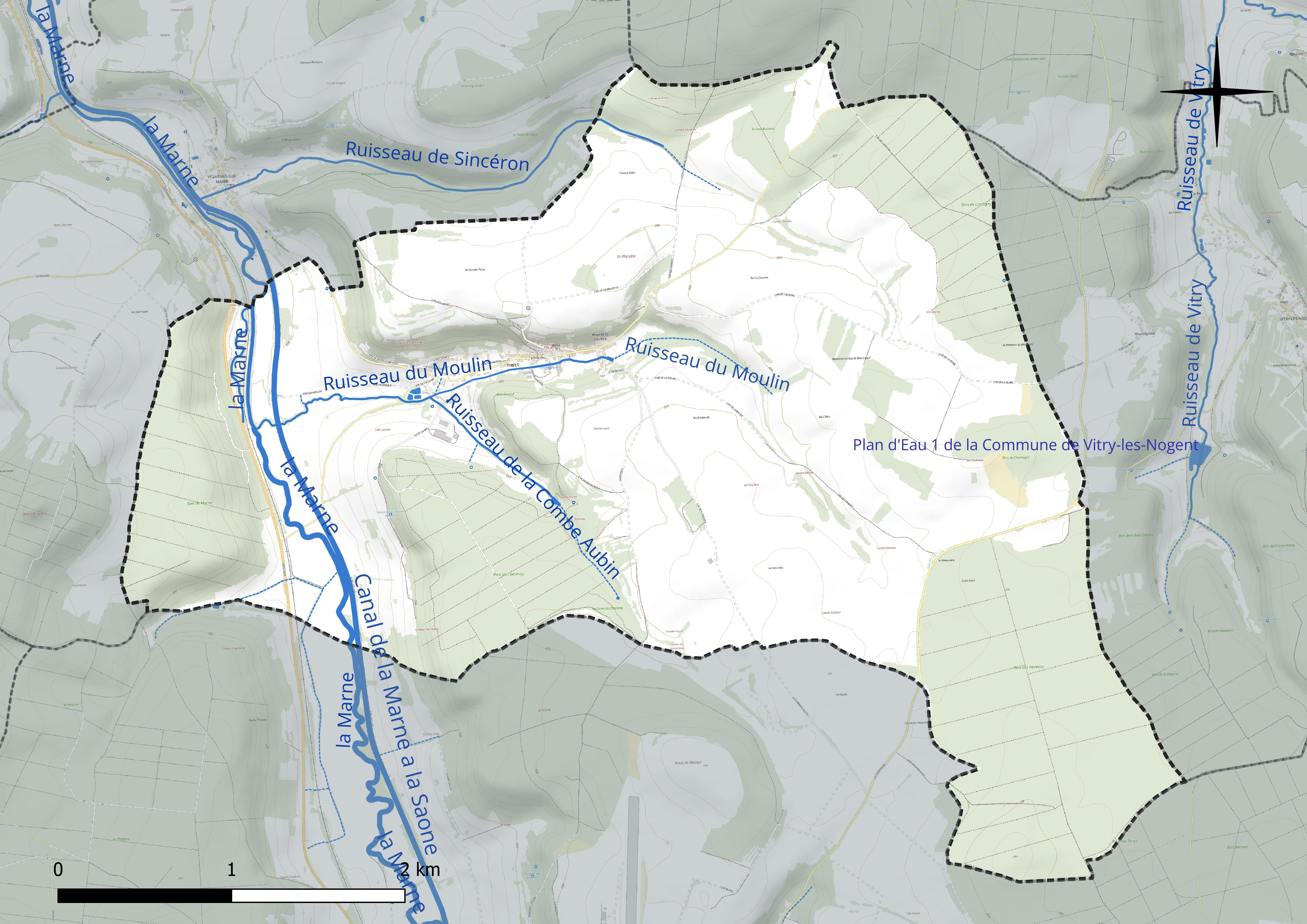
Réseau hydrographique de Thivet.

### Climat
Pour des articles plus généraux, voir Climat du Grand Est et Climat de la Haute-Marne.
En 2010, le climat de la commune est de type climat de montagne, selon une étude du Centre national de la recherche scientifique s'appuyant sur une série de données couvrant la période 1971-2000. En 2020, Météo-France publie une typologie des climats de la France métropolitaine dans laquelle la commune est exposée à un climat océanique altéré et est dans la région climatique  Lorraine, plateau de Langres, Morvan, caractérisée par un hiver rude (1,5 °C), des vents modérés et des brouillards fréquents en automne et hiver. 
Pour la période 1971-2000, la température annuelle moyenne est de 9,4 °C, avec une amplitude thermique annuelle de 16,6 °C. Le cumul annuel moyen de précipitations est de 971 mm, avec 13,5 jours de précipitations en janvier et 9,1 jours en juillet. Pour la période 1991-2020, la température moyenne annuelle observée sur la station météorologique de Météo-France la plus proche, « Is-en-Bassigny », sur la commune d'Is-en-Bassigny à 13 km à vol d'oiseau, est de 10,0 °C et le cumul annuel moyen de précipitations est de 873,6 mm. 
La température maximale relevée sur cette station est de 38,7 °C, atteinte le 25 juillet 2019 ; la température minimale est de −19,3 °C, atteinte le 20 décembre 2009,,. 
Les paramètres climatiques de la commune ont été estimés pour le milieu du siècle (2041-2070) selon différents scénarios d'émission de gaz à effet de serre à partir des nouvelles projections climatiques de référence DRIAS-2020. Ils sont consultables sur un site dédié publié par Météo-France en novembre 2022.

## Urbanisme

### Typologie
Au 1er janvier 2024, Thivet est catégorisée commune rurale à habitat dispersé, selon la nouvelle grille communale de densité à sept niveaux définie par l'Insee en 2022.
Elle est située hors unité urbaine. Par ailleurs la commune fait partie de l'aire d'attraction de Chaumont, dont elle est une commune de la couronne,. Cette aire, qui regroupe 112 communes, est catégorisée dans les aires de 50 000 à moins de 200 000 habitants,.

### Occupation des sols
L'occupation des sols de la commune, telle qu'elle ressort de la base de données européenne d’occupation biophysique des sols Corine Land Cover (CLC), est marquée par l'importance des territoires agricoles (57,2 % en 2018), une proportion identique à celle de 1990 (57,2 %). La répartition détaillée en 2018 est la suivante : 
terres arables (41,1 %), forêts (41,1 %), prairies (16,1 %), zones urbanisées (1,7 %). L'évolution de l’occupation des sols de la commune et de ses infrastructures peut être observée sur les différentes représentations cartographiques du territoire : la carte de Cassini (XVIIIe siècle), la carte d'état-major (1820-1866) et les cartes ou photos aériennes de l'IGN pour la période actuelle (1950 à aujourd'hui).

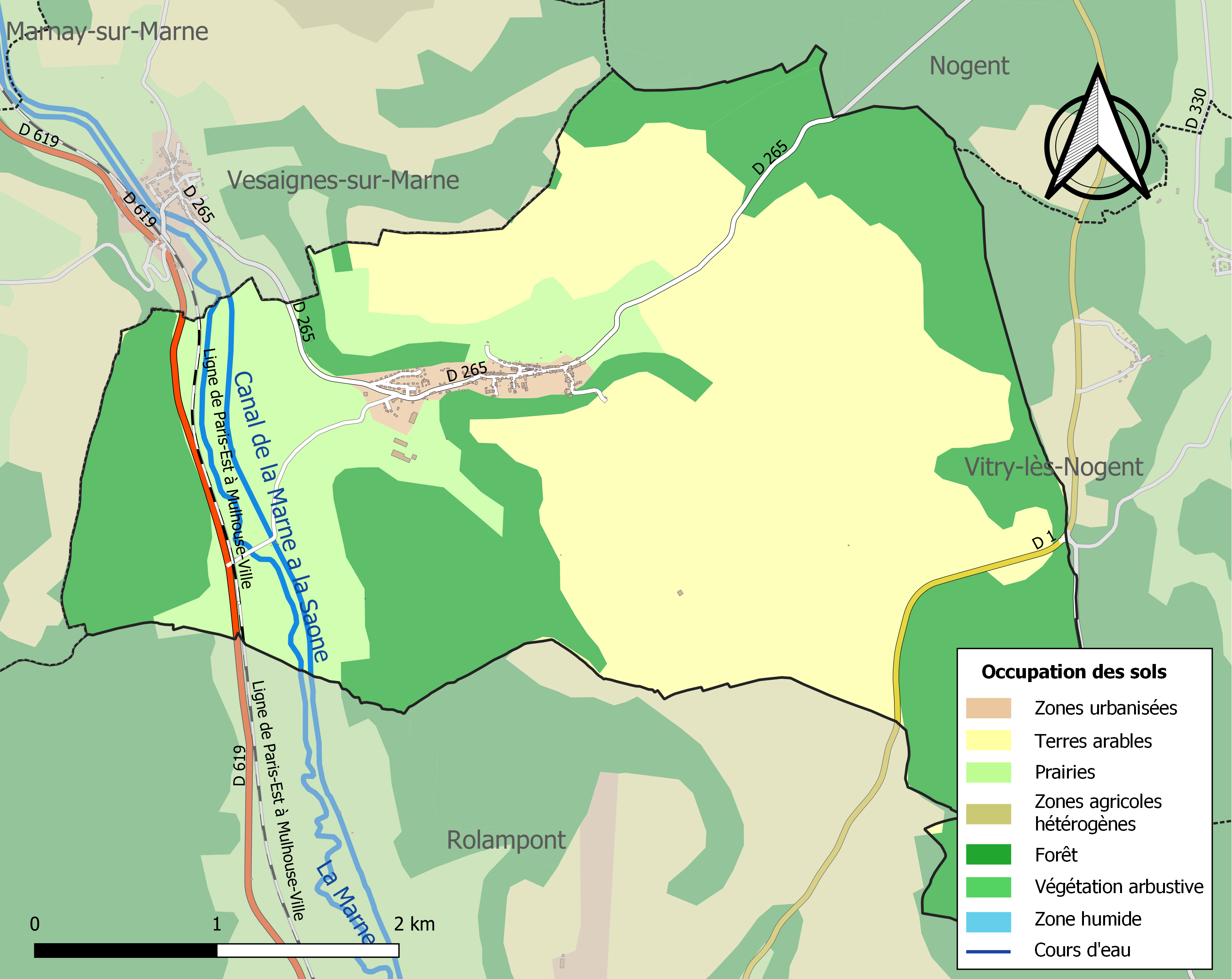
Carte des infrastructures et de l'occupation des sols de la commune en 2018 (CLC).

## Histoire
Thivet doit son nom à un camp romain. On y a trouvé des monnaies gallo-romaines en bronze et des retranchements sont encore visibles au lieu-dit « Le Camp de Thivet ».

## Politique et administration
| Période                                  | Période   | Identité        | Étiquette | Qualité |
| ---------------------------------------- | --------- | --------------- | --------- | ------- |
| avant 1988                               | mars 2001 | André Charrière |           |         |
| mars 2001                                | Juin 2020 | Daniel Renard   |           |         |
| 2020                                     | En cours  | Pascal Bablon   |           |         |
| Les données manquantes sont à compléter. |           |                 |           |         |

## Population et société

### Démographie

#### Évolution démographique
L'évolution du nombre d'habitants est connue à travers les recensements de la population effectués dans la commune depuis 1793. Pour les communes de moins de 10 000 habitants, une enquête de recensement portant sur toute la population est réalisée tous les cinq ans, les populations de référence des années intermédiaires étant quant à elles estimées par interpolation ou extrapolation. Pour la commune, le premier recensement exhaustif entrant dans le cadre du nouveau dispositif a été réalisé en 2006.

En 2022, la commune comptait 276 habitants, en évolution de +1,1 % par rapport à 2016 (Haute-Marne : −4,62 %, France hors Mayotte : +2,11 %).
| 1793 | 1800 | 1806 | 1821 | 1831 | 1836 | 1841 | 1846 | 1851 |
| ---- | ---- | ---- | ---- | ---- | ---- | ---- | ---- | ---- |
| 351  | 398  | 380  | 391  | 367  | 380  | 360  | 371  | 396  |

| 1856 | 1861 | 1866 | 1872 | 1876 | 1881 | 1886 | 1891 | 1896 |
| ---- | ---- | ---- | ---- | ---- | ---- | ---- | ---- | ---- |
| 397  | 376  | 392  | 401  | 383  | 406  | 363  | 349  | 328  |

| 1901 | 1906 | 1911 | 1921 | 1926 | 1931 | 1936 | 1946 | 1954 |
| ---- | ---- | ---- | ---- | ---- | ---- | ---- | ---- | ---- |
| 316  | 295  | 292  | 252  | 260  | 208  | 205  | 205  | 233  |

| 1962 | 1968 | 1975 | 1982 | 1990 | 1999 | 2006 | 2011 | 2016 |
| ---- | ---- | ---- | ---- | ---- | ---- | ---- | ---- | ---- |
| 223  | 215  | 187  | 228  | 295  | 321  | 301  | 271  | 273  |

| 2021 | 2022 | - | - | - | - | - | - | - |
| ---- | ---- | - | - | - | - | - | - | - |
| 274  | 276  | - | - | - | - | - | - | - |

## Lieux et monuments
- Église Saint-Pierre de Thivet

La construction de l’église de Thivet se fit sur plusieurs époques et fut terminée en 1785.
Introduit en 1860 par l'Abbé Ferrand, curé de Thivet, un pèlerinage, à Sainte Philomène et au Saint Curé d'Ars, eut une grande renommée. Les pèlerins y venaient très nombreux de tous les points du département et de la région. La messe était célébrée dans le parc du château. L'après-midi, une longue procession se déroulait dans les lacets du parc, arrivait dans la cour du château où se dressait un reposoir. Ensuite la procession traversait le village, s’arrêtait à nouveau devant un second autel et regagnait l'église pour le Salut solennel.
- Les calvaires

Certaines croix que l'on rencontre sur les chemins de la grange, sur le territoire des lavières ou sur le chemin du creux (chemin qui menait au Camp de Thivet) datent du XVIIe siècle.
- Circuit de randonnée des « CAIVOTTES »

Ce chemin, praticable à pied, à vélo ou à cheval, permet la découverte de la commune sur une distance de 9,5 km.
La randonnée propose plusieurs points de vue sur la ville de Chaumont et sur la vallée de la Marne. On y trouve aussi les vestiges d'un petit patrimoine très pittoresque, comme des anciennes cabanes de bergers, des cabanes pour la chasse au loup (au XVIIIe siècle) et des caivottes (petites caves à vin d'autrefois).